# カルロス・マリア・デ・ボルボーン (マドリード公)
カルロス・マリア・デ・ボルボン・イ・アウストリア＝エステ（スペイン語: Carlos María de Borbón y Austria-Este, 1848年3月30日 - 1909年7月18日）は、ボルボン家の人物。カルリスタのスペイン王としてカルロス7世（スペイン語: Carlos VII）、レジティミストのフランス王としてシャルル11世（フランス語: Charles XI）を称した。

## 生涯
モンティソン伯フアンとその妻のモデナ公女マリア・ベアトリスの長男としてライバッハ（現在のリュブリャナ）で生まれた。幼年時代に一家でロンドンへ移住した。カルリスタの信望する保守主義からかけ離れた自由主義者の父フアンは家族を捨て、カルロスと弟アルフォンソは母マリア・ベアトリスとモデナで暮らした。母方の伯父であるモデナ公フランチェスコ5世が甥たちの教育のために心を砕き、彼らの幼年時代に影響を与えた。 
1867年2月、フロースドルフでパルマ公女マルゲリータ（カルロ3世の長女）と結婚した。
1868年10月、父フアンの退位宣言を受けて、カルリスタの王位請求者となった。同時にマドリード公を称した。
カルロスは第三次カルリスタ戦争を指揮し、1872年から1876年にかけてスペイン支配に影響を及ぼした。1893年、妻マルガリータが死去した。再婚相手についてカルロスは母マリア・ベアトリスに相談した。実際に候補の2人と面会し、彼はロアン侯の妹マリア・ベルタ・ロアンを選んだ。1894年4月28日、ベルタとプラハで結婚した。ベルタの高慢な性格のせいで、この結婚はカルリスタの間で非常に不人気であり、自身と一族も2度目の結婚は悲惨だと感じていた。
1909年、ヴァレーゼで死去した。棺はトリエステへ送られ、トリエステ大聖堂に埋葬された。

## 子女
最初の妻マルガリータとの間に1男4女を儲けた。
- ブランカ（1868年 - 1949年）
- ハイメ（1870年 - 1931年）
- エルビラ（1871年 - 1929年）
- ベアトリス（1874年 - 1961年）
- アリシア（1876年 - 1975年）

## 参照
- Del Burgo, Jaime. Carlos VII y su tiempo: Leyenda y realidad. Pamplona: Gobierno de Navarra, 1994.
- "The Curé Santa Cruz and the Carlist War." Blackwood's Edinburgh Magazine (1873).
- "The Spanish Pretender: Who he is and What he has Been." New York Times (May 31, 1874).
- Don Carlos VII at the Classic Encyclopedia, based on the 1911 Edition of the Encyclopaedia Britannica